# کتلین تسارو
کتلین تسارو (انگلیسی: Kathleen Tessaro؛ زادهٔ ۱ ژوئن ۱۹۶۵) رمان‌نویس اهل ایالات متحده آمریکااست. او در پیتسبورگ، پنسیلوانیا به دنیا آمد و در دانشگاه پیتسبورگ و دانشگاه کارنگی ملون تحصیل کرد، جایی که در برنامه‌های نمایشی آنها عضویت داشت.
کتی هولمز ششمین کتاب تسارو، اشیای نادر را در فیلمنامه اقتباس کرد و در آن تهیه‌کننده، کارگردان و بازیگر بود. این فیلم در ۱۴ آوریل ۲۰۲۳ در سینماها و پخش آنلاین اکران شد.

## کتابشناسی
- ظرافت (۲۰۰۳، ویلیام مورو)
- بی گناهی (۲۰۰۵، ویلیام مورو)
- معاشقه (۲۰۰۷، ویلیام مورو)
- تازه‌کار (۲۰۱۰، هارپر)
- کلکسیونر عطر (۲۰۱۳، هارپر)
- اشیا نادر (۲۰۱۶، هارپر)

## رمان کلکسیونر عطر
کلکسیونر عطر رمانی تاریخی ست که داستان تازه عروسی به نام گریس مونرو که به‌طور غیرمنتظره‌ای از فردی غریبه به نام مادام اوا دورسی، ارثیه‌ای عجیب دریافت می‌کند. بعد از این اتفاق او تصمیم می‌گیرد هویت مادام دورسی را کشف کند. گریس با جست‌وجوی خود، به داستان زنی غیرقابل تصور می‌رسد که با گذشت دهه‌ها در پاریس، لندن، مونت کارلو و نیویورک الهام‌بخش یکی از بزرگ‌ترین عطرسازان پاریس بوده وتوانسته با سه عطر محبوب و پرفروش جاودانه شود. زندگی دورسی در درون گریس تغییر و تحول فراوانی ایجاد می‌کند و او باید بین شخصیتی که دارد و آنچه که دیگران از او انتظار دارند، یکی را انتخاب کند.
کتاب کلکسیونر عطر (The perfume collector) نامزد بهترین رمان تاریخی سال ۲۰۱۳ از سوی سایت گودریدز شد.